# تشوتشیتسه
تشوتشیتسه (به چکی: Čučice) یک منطقهٔ مسکونی در جمهوری چک است که در ناحیه برنو-تسوونتری واقع شده‌است. تشوتشیتسه ۸٫۱۹ کیلومتر مربع مساحت و ۴۳۸ نفر جمعیت دارد و ۳۳۴ متر بالاتر از سطح دریا واقع شده‌است.